# جائزة بريطانيا الكبرى للدراجات النارية 1993
جائزة بريطانيا الكبرى للدراجات النارية 1993 هو سباق دراجات نارية أقيم بتاريخ 1 أغسطس 1993 في دونينجتون بارك. كان الجولة العاشرة من أصل 14 في سباق الجائزة الكبرى للدراجات النارية موسم 1993. فاز الإيطالي لوكا كادالورا بفئة 500 سي سي بينما جاء الأمريكي وين ريني في المركز الثاني وحصل على المركز الثالث البريطاني نيال ماكنزي.

## وصلات خارجية
- الموقع الرسمي